# Aurora Karamzine
Eva Aurora Charlotta Karamzine (Karamzin en finnois), princesse Aurora Demidova ou Aurora (Aurore) Karamzina (Karamzine) (née Stjernvall von Waleen, le 1er août 1808 à Ulvila (Finlande suédoise), et morte le 13 mai 1902 à Helsingfors (grand-duché de Finlande), est aussi une pionnière de l'action sociale et diaconale en Finlande,,,,.

## Biographie

### Jeunesse et mariages
Aurora Sjternvall naît au manoir de Saari à Ulvila dans une famille de l'aristocratie suédophone de religion luthérienne. Son père est le lieutenant-colonel Carl Johan Stjernvall et sa mère Eva Gustava von Willebrand, tous deux issus de familles nobles. Eva Gustava était la fille d'Ernst Gustaf von Willebrand, le gouverneur de Åbo et de Pori, le propriétaire du manoir de Jockis.

En 1812, année de la formation du grand-duché de Finlande uni à la couronne russe, le père d'Aurora est nommé premier gouverneur de la province de Viipuri. Après la mort de son père en 1815, Carl Johan Walleen devint le beau-père d'Aurora l'année suivante. Les parents d’Aurora ont eu quatre enfants, en plus d’Aurora, un frère aîné Emil et deux sœurs plus jeunes, Émilie et Aline. Eva et Carl Walleen ont aussi des enfants.

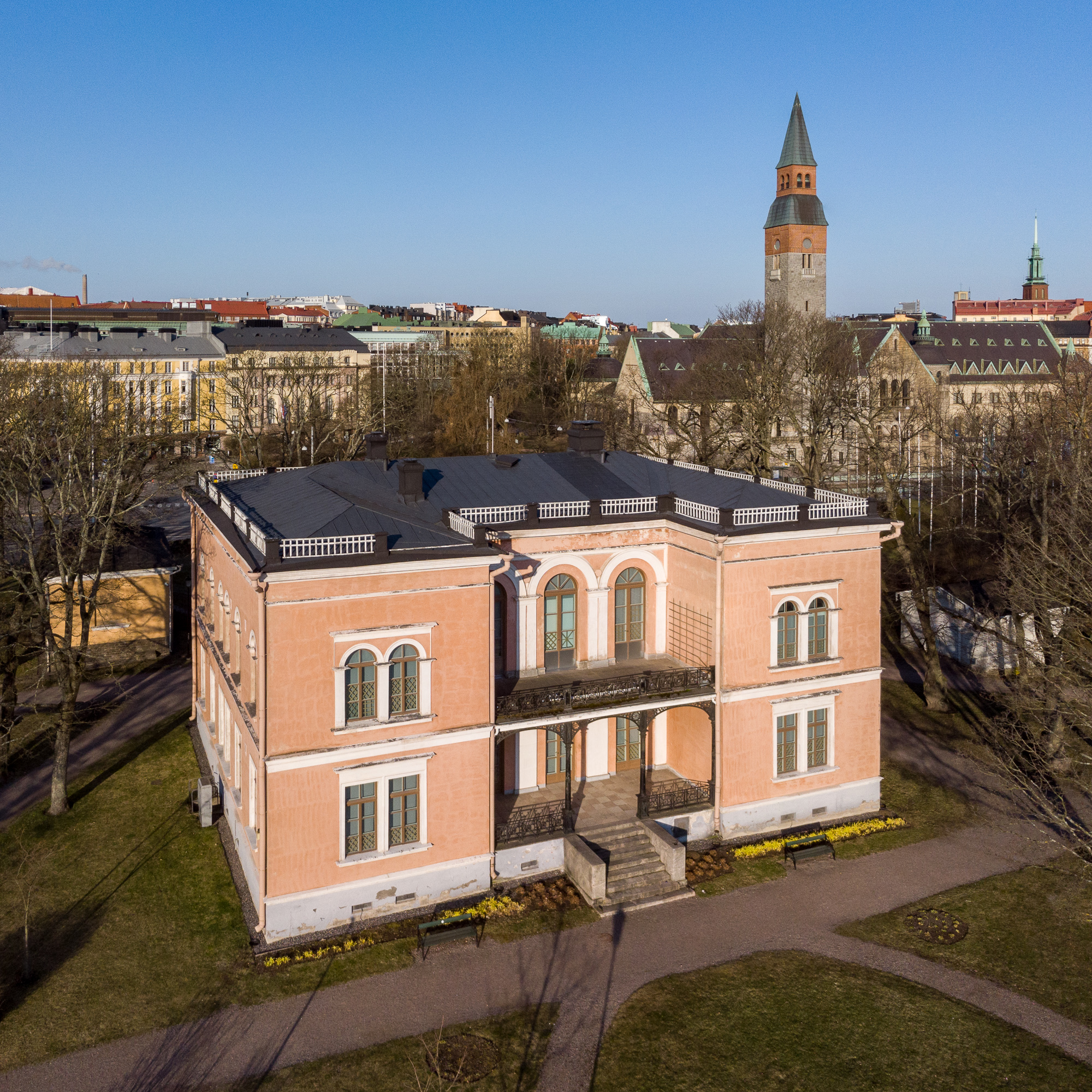
Villa d'Hakasalmi.

En 1835, Aurora Stjernvall devient demoiselle d'honneur au Palais d'Hiver de Saint-Pétersbourg, le grand-duché de Finlande étant alors attaché par une union personnelle à l'Empire russe. Sa tâche la plus importante est d'aider l'impératrice Alexandra Feodorovna de Russie. Les principaux devoirs des courtisans étaient d'être constamment proches de l'impératrice, comme secrétaires, lecteurs et amuseurs, et de veiller sur les enfants impériaux.
Elle mettra fin à ses fonctions à la cour après avoir épousé en 1836 le riche courtisan russe Paul Nikolaïevitch Demidoff.
En 1839, Aurora et Paul ont un fils, Paul Pavlovitch Demidoff. Le père de Paul tombe gravement malade et le couple passe presque toute sa vie commune dans divers établissements de santé en Allemagne. En 1840, Aurora Demidova devient veuve à l'âge de trente-et-un ans. Elle achète à son beau-père C. J. Walleen le manoir de Träskända à Esbo, où elle passe tous ses étés jusqu'en 1895. Elle passait ses hivers à Saint-Pétersbourg ou en voyage.
En 1846, elle se remarie avec le colonel russe Andreï Karamzine. Avec son nouvel époux, Aurora Karamzine voyage dans les mines appartenant à la famille de son richissime ancien mari à l'est de l'Oural ainsi qu'à Paris, où Aurora reste avec son mari Andreï pendant la révolution de février 1848.

### Activités sociales
Au cours de ces voyages, sa conscience sociale s'est éveillée et, à son initiative, un orphelinat avec ses écoles et une maternité ont été fondés dans la ville minière de Nijni Taguil.
En 1854, Andreï Karamzine meurt au combat dans la guerre de Crimée. Aurora Karamzine a une influence majeure dans la ville d'Helsingfors (aujourd'hui Helsinki) travaillant pour l'Association des femmes d'Helsingfors et finançant des ateliers pour femmes, des écoles, des crèches et des orphelinats.
En 1867, suivant les exemples qu'elle a vus à Saint-Pétersbourg et en Allemagne, elle fonde l'Institut des diaconesse dans la capitale du grand-duché. Aurora Karamzine vend la villa d'Hakasalmi qu'elle a héritée de son beau-père, le conseiller secret Carl Johan Walleen, à la ville d'Helsingfors en 1896. La ville permet à Aurora Karamzine d'y vivre jusqu'à sa mort en 1902. 
La villa a depuis été utilisée comme musée et en 1912, la maison est devenue un espace d'exposition pour le musée municipal.
Aurora Karamzine est enterrée au cimetière d'Hietaniemi à Helsinki, bloc V4-29-2. Une pierre tombale érigée par le sculpteur Ville Vallgren a été érigée sur sa tombe en 1905, et la solide sculpture en marbre qui lui appartient est la plus grande du cimetière. 
Sur sa pierre tombale, son nom est écrit en français Aurore Karamzine,.

## Reconnaissance
L'influence d'Aurora Karamzine est indiquée par le fait que nombreux sites portent son dans la zone métropolitaine. 
De plus, il y a un monument à Aurora Karamzine dans le parc de l'église médiévale d'Ulvila, à côté de sa ville natale.
- Aurorankatu, Etu-Töölö
- Hôpital d'Aurora, Helsinki
- Pont d'Aurora, Helsinki
- Salle Aurora , bibliothèque du parlement (fi),
- Salle Aurora, Institut des diaconesses d'Helsinki
- Karamzininkatu, Etu-Töölö
- Auroranportti, Järvenperä
- Aurora Karamzinin puisto, Espoo
- Auroran päiväkoti, Espoo
- École d'Aurora (fi), Espoo
- Aurora-koti, Espoo
- Chapelle d'Aurora, Espoo
- Auroran vastaanottokoti, Espoo
- École de Karamzine (fi) (Espoo)
- Lasten kulttuurikeskus Aurora, Espoo
- K-Supermarket Aurora, Espoo.